# 티호 헤르난트

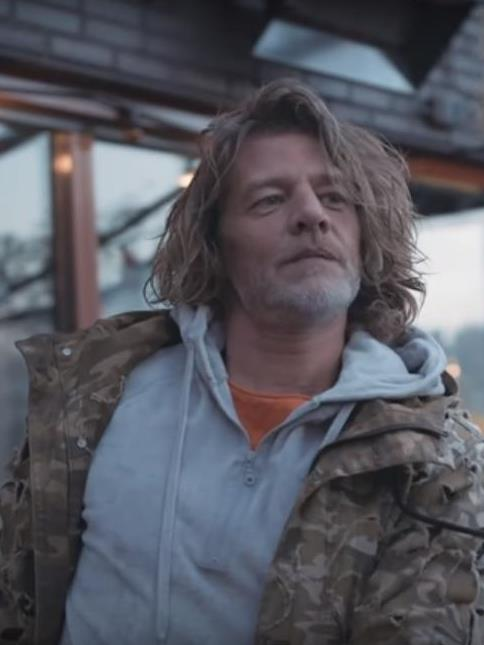

티호 헤르난트(Tygo Gernandt, 1974년 4월 7일 ~ )는 네덜란드 왕국의 텔레비전 배우, 배우, 영화배우이다.
암스테르담에서 태어났다.

## 영화
- B급 스턴트맨 (2017년)
- 킬 스위치 (2017년)
- 보이 7 (2015년)
- 라이즈 오브 더 풋솔져 2 (2015년)
- 제독: 미힐 드 로이테르 (2015년)
- 쉬스킨트 (2012년)
- 인사이드 (2011년) - 마이크 역
- 퍼스트 미션 (2010년)
- 블랙 데스 (2010년)
- 북구의 카르멘 (2009년) - 조스 잔센 역
- 헷 레벤 우이트 에덴 다그 (2009년)
- 전시의 겨울 (2008년)
- 던야와 데지 (2008년)
- 비베레 (2007년)
- 돈가스 천국 (2005년)